# Liga Colombiana de Béisbol Profesional 1951
La temporada de la Liga Colombiana de Béisbol Profesional 1951 fue la 4° de la primera época de este campeonato disputada del 3 de julio de 1951 al 18 de septiembre de 1951. Un total de 4 equipos participaron en la competición.

## Equipos participantes
| Equipo                 | Fundación | Departamento | Ciudad       | Estadio                   | Capacidad |
| Torices de Cartagena   | 1948      | Bolívar      | Cartagena    | Estadio Once de Noviembre | 12 000    |
| Indios de Cartagena    | 1948      | Bolívar      | Cartagena    | Estadio Once de Noviembre | 12 000    |
| Cerveza Águila         | 1950      | Atlántico    | Barranquilla | Estadio Tomás Arrieta     | 8 000     |
| Filtta de Barranquilla | 1948      | Atlántico    | Barranquilla | Estadio Tomás Arrieta     | 8 000     |

## Temporada regular
Cada equipo disputó 30 juegos en total.
| Pos | Equipo                         | JG | JP | JJ | AVG.  | Dif  |
| --- | ------------------------------ | -- | -- | -- | ----- | ---- |
| 1.  | Filtta de Barranquilla         | 18 | 12 | 30 | 0.600 | ---  |
| 2.  | Indios de Cartagena            | 16 | 14 | 30 | 0.533 | 2,0  |
| 3.  | Torices de Cartagena           | 11 | 19 | 30 | 0.366 | 7,0  |
| 4.  | Cerveza Águila de Barranquilla | 8  | 22 | 30 | 0.266 | 10,0 |

| Colombia                                      |
| Campeón Filtta de Barranquilla Segundo título |

## Los mejores
| Stat                     | Jugador                 | Total |
| ------------------------ | ----------------------- | ----- |
| Porcentaje de bateo (BA) | Humberto Vargas (IND)   | .336  |
| Hits (H)                 | Francisco Salfran (FIL) | 42    |
| Carrera impulsada (RBI)  | Carlos Bustos (IND)     | 24    |
| Carrera anotada (R)      | Humberto Vargas (IND)   | 28    |
| Home run (HR)            | Chiflam Clark (FIL)     | 6     |
| Robo de base (SB)        | Armando Crizon (IND)    | 11    |

| Stat                 | Jugador                 | Total         |
| -------------------- | ----------------------- | ------------- |
| Juegos ganados (GAN) | Jhonatan Robinson (FIL) | 7W-1L (0.875) |
| Efectividad (ERA)    | Manuel Pérez (CER)      | 1.73          |
| Ponches (SO)         | Jhonatan Robinson (FIL) | 45            |